# Henrik Beer
Henrik W:son Beer, född 1915 i Stockholm, död i Genève, Schweiz 1987, var generalsekreterare vid Svenska Röda Korset 1947-1960 och vid Röda Korset 1960 till 1981. Beer var ansvarig för organiseringen av den 17:de Internationella Röda Kors-konferensen i Stockholm 1948. Åtta år senare blev han stationerad i Wien där han arbetade med Ungernrevolten. 30 september 1959 utsågs han till Internationella Röda korsets generalsekreterare, efter att under 12 år ha verkat som Svenska Röda Korsets generalsekreterare. Under hans tid som generalsekreterare för Internationella Röda korset ökade medlemsantalet från 86 till 126. Han studerade historia, statsvetenskap och nationalekonomi. Till slut valde han en filosofie kandidatexamen som utbildning.
Beer växte upp i Visby, Gotland, där han tillsammans med sin bror Allan Beer ledde guidade turer i "the Famous City of Roses and Ruins" och hittade där sitt intresse för språkkunnighet. Beer beskrevs som en charmfull, språkkunnig man och stod på intim fot med samarbetsorgan som WHO, FN:s flyktingkommité och andra av Förenta Nationernas hjälporganisationer.
Under andra världskriget var han ansvarig för att koordinera Sveriges hjälparbete för krigsoffer. Som generalsekreterare för Internationella röda korset var ett av hans huvuduppdrag att koordinera den internationella hjälpen i samband med naturkatastrofer, och i den egenskapen kom han att resa till mer än 80 länder. 1969 uppmärksammades det att Beer hade fått Unicef att bistå i ett hjälparbete i Nordvietnam, mitt under Vietnamkriget.
Beer var gift med diplomaten Barbro Beer och som han fick tre söner med; Magnus (1952), Johan (1955) och Gustaf (1956).
Han var kusin med Gunhild "Puck" Beer, kusinbarn till Dick Beer och brorsonsson till John och Adolf Beer.